# Sommer-Universiade 2019/Leichtathletik
Die Leichtathletik-Wettbewerbe der Sommer-Universiade 2019 fanden vom 8. bis zum 13. Juli 2019 im Stadio San Paolo statt. Die Wettbewerbe waren in vier Abschnitte unterteilt: Laufwettbewerbe, Sprung- und Wurfwettbewerbe, Straßenrennen und Gehen.

## Ergebnisse Frauen

### 100 m
| Platz | Athletin              | Land | Zeit (s) |
| ----- | --------------------- | ---- | -------- |
| 1     | Dutee Chand           | IND  | 11,32    |
| 2     | Ajla Del Ponte        | SUI  | 11,33    |
| 3     | Lisa-Marie Kwayie     | GER  | 11,39    |
| 4     | Salomé Kora           | SUI  | 11,39    |
| 5     | Vitória Cristina Rosa | BRA  | 11,41    |
| 6     | Kryszina Zimanouskaja | BLR  | 11,44    |
| 7     | Bassant Hemida        | EGY  | 11,53    |
| 8     | Zoe Hobbs             | NZL  | 11,55    |

Finale: 9. Juli
Wind: 0,0 m/s

### 200 m
| Platz | Athletin                | Land | Zeit (s) |
| ----- | ----------------------- | ---- | -------- |
| 1     | Kryszina Zimanouskaja   | BLR  | 23,00 SB |
| 2     | Jessica-Bianca Wessolly | GER  | 23,05 SB |
| 3     | Lisa-Marie Kwayie       | GER  | 23,11 PB |
| 4     | Gunta Vaičule           | LAT  | 23,12    |
| 5     | Dutee Chand             | IND  | 23,30    |
| 6     | Phil Healy              | IRL  | 23,44    |
| 7     | Zoe Hobbs               | NZL  | 23,52    |
| 8     | Iza Daniela Flores      | MEX  | 23,64    |

Finale: 11. Juli
Wind: +1,0 m/s

### 400 m
| Platz | Athletin          | Land | Zeit (s) |
| ----- | ----------------- | ---- | -------- |
| 1     | Paola Morán       | MEX  | 51,52    |
| 2     | Leni Shida        | UGA  | 51,64    |
| 3     | Amandine Brossier | FRA  | 51,77 PB |
| 4     | Tetjana Melnyk    | UKR  | 52,02    |
| 5     | Cátia Azevedo     | POR  | 52,07    |
| 6     | Madeline Price    | CAN  | 52,08    |
| 7     | Gabriella O’Grady | AUS  | 52,27    |
| 8     | Kateryna Klymjuk  | UKR  | 52,52    |

Finale: 10. Juli

### 800 m
| Platz | Athletin                | Land | Zeit (min) |
| ----- | ----------------------- | ---- | ---------- |
| 1     | Catriona Bisset         | AUS  | 2:01,20    |
| 2     | Christina Hering        | GER  | 2:01,87    |
| 3     | Docus Ajok              | UGA  | 2:02,31 SB |
| 4     | Lore Hoffmann           | SUI  | 2:02,58    |
| 5     | Jenna Westaway          | CAN  | 2:02,65    |
| 6     | Renée Eykens            | BEL  | 2:02,71    |
| 7     | Síofra Cléirigh Büttner | IRL  | 2:03,20    |
| 8     | Morgan Mitchell         | AUS  | 2:04,19    |

Finale: 10. Juli

### 1500 m
| Platz | Athletin            | Land | Zeit (min) |
| ----- | ------------------- | ---- | ---------- |
| 1     | Caterina Granz      | GER  | 4:09,14    |
| 2     | Georgia Griffith    | AUS  | 4:09,89    |
| 3     | Courtney Hufsmith   | CAN  | 4:11,81 PB |
| 4     | María Pía Fernández | URU  | 4:12,62 SB |
| 5     | Lucia Stafford      | CAN  | 4:12,70    |
| 6     | Carina Viljoen      | RSA  | 4:14,70    |
| 7     | Vera Hoffmann       | LUX  | 4:15,81 SB |
| 8     | Dani Chattenton     | GBR  | 4:16,32 SB |

Finale: 13. Juli

### 5000 m
| Platz | Athletin                 | Land | Zeit (min)  |
| ----- | ------------------------ | ---- | ----------- |
| 1     | Jessica Judd             | GBR  | 15:45,82    |
| 2     | Nicole Hutchinson        | CAN  | 15:48,06 SB |
| 3     | Julia van Velthoven      | NED  | 15:51,75    |
| 4     | Yuna Wada                | JPN  | 15:56,94    |
| 5     | Katarzyna Jankowska      | POL  | 15:57,76    |
| 6     | Maria Chiara Cascavilla  | ITA  | 15:59,66 PB |
| 7     | Tomomi Musembi Takamatsu | JPN  | 16:03,57 SB |
| 8     | Caitlin Adams            | AUS  | 16:07,38    |

Finale: 12. Juli

### 10.000 m
| Platz | Athletin                | Land | Zeit (min)  |
| ----- | ----------------------- | ---- | ----------- |
| 1     | Zhang Deshun            | CHN  | 34:03,31    |
| 2     | Rino Goshima            | JPN  | 34:04,65    |
| 3     | Natsuki Sekiya          | JPN  | 34:05,84    |
| 4     | Branna MacDougall       | CAN  | 34:09,81    |
| 5     | Laura Dickinson         | CAN  | 34:17,95    |
| 6     | Isobel Batt-Doyle       | AUS  | 34:21,45    |
| 7     | Achash Kinetibeb Menkir | ETH  | 34:23,99 PB |
| 8     | Jennifer Nesbitt        | GBR  | 34:27,50    |

8. Juli

### Halbmarathon
| Platz | Athletin           | Land | Zeit (h)   |
| ----- | ------------------ | ---- | ---------- |
| 1     | Yuka Suzuki        | JPN  | 1:14:10 PB |
| 2     | Rika Kaseda        | JPN  | 1:14:32 PB |
| 3     | Yuki Tagawa        | JPN  | 1:14:36 PB |
| 4     | Deborah Schöneborn | GER  | 1:15:03    |
| 5     | Li Zhixuan         | CHN  | 1:15:14    |
| 6     | Rebecca Murray     | GBR  | 1:15:50 SB |
| 7     | Anna Kelly         | AUS  | 1:16:06 PB |
| 8     | Anne-Marie Comeau  | CAN  | 1:16:18    |

13. Juli

### Halbmarathon Teamwertung
| Platz | Land                | Athletinnen                                                                              | Zeit (h) |
| ----- | ------------------- | ---------------------------------------------------------------------------------------- | -------- |
| 1     | Japan               | Yuka Suzuki – 1:14:10 (1.) Rika Kaseda – 1:14:32 (2.) Yuki Tagawa – 1:14:36 (3.)         | 3:43:18  |
| 2     | Volksrepublik China | Li Zhixuan – 1:15:14 (5.) Zhang Deshun – 1:17:39 (11.) Jin Mingming – 1:19:47 (17.)      | 3:52:40  |
| 3     | Südafrika           | Tyler Beling – 1:22:22 (21.) Lesego Mpshe – 1:26:26 (23.) Rachel Leistra – 1:30:27 (26.) | 4:19:15  |

### 20 km Gehen
| Platz | Athletin           | Land | Zeit (h)   |
| ----- | ------------------ | ---- | ---------- |
| 1     | Katie Hayward      | AUS  | 1:33:30    |
| 2     | Jemima Montag      | AUS  | 1:33:57    |
| 3     | Anežka Drahotová   | CZE  | 1:35:44    |
| 4     | Wang Na            | CHN  | 1:37:33    |
| 5     | Liu Yiu            | CHN  | 1:38:17 PB |
| 6     | Olena Sobtschuk    | UKR  | 1:38:40 SB |
| 7     | Marija Filjuk      | UKR  | 1:38:48    |
| 8     | Katarzyna Zdziebło | POL  | 1:38:56    |

12. Juli

### 20 km Gehen Teamwertung
| Platz | Land                | Athletinnen | Zeit (h) |
| ----- | ------------------- | --- | -------- |
| 1     | Australien          | Katie Hayward – 1:33:30 (1.) Jemima Montag – 1:33:57 (2.) Philippa Huse – 1:44:09 (16.)                        | 4:51:36  |
| 2     | Ukraine             | Olena Sobtschuk – 1:38:40 (6.) Marija Filjuk – 1:38:48 (7.) Walentyna Myrontschuk – 1:40:34 (9.)               | 4:58:02  |
| 3     | Volksrepublik China | Wang Na – 1:37:33 (4.) Liu Yiu – 1:38:17 (5.) Su Wenxiu – 1:44:03 (15.)                                        | 4:59:53  |
| 4     | Belarus             | Anastassija Rarouskaja – 1:40:57 (11.) Anastassija Rodskina – 1:42:37 (14.) Kazjaryna Hnjadsko – 1:47:53 (19.) | 5:11:27  |

### 100 m Hürden
| Platz | Athletin               | Land | Zeit (s) |
| ----- | ---------------------- | ---- | -------- |
| 1     | Luminosa Bogliolo      | ITA  | 12,79    |
| 2     | Reetta Hurske          | FIN  | 13,02    |
| 3     | Coralie Comte          | FRA  | 13,09 PB |
| 4     | Sarah Lavin            | IRL  | 13,28    |
| 5     | Joy Spear Chief-Morris | CAN  | 13,34    |
| 6     | Hanna Tschubkowzowa    | UKR  | 13,47    |
| 7     | Stanislava Lajčáková   | SVK  | 13,54    |
| 8     | Abbie Taddeo           | AUS  | 13,68    |

Finale: 11. Juli
Wind: +0,6 m/s

### 400 m Hürden
| Platz | Athletin             | Land | Zeit (s) |
| ----- | -------------------- | ---- | -------- |
| 1     | Ayomide Folorunso    | ITA  | 54,75 PB |
| 2     | Zenéy van der Walt   | RSA  | 55,73 SB |
| 3     | Amalie Iuel          | NOR  | 56,13    |
| 4     | Marija Mykolenko     | UKR  | 56,55    |
| 5     | Daniela Ledecká      | SVK  | 57,07    |
| 6     | Djamila Böhm         | GER  | 57,59    |
| 7     | Christine Salterberg | GER  | 58,12    |
| 8     | Rogail Joseph        | RSA  | 59,07    |

Finale: 10. Juli

### 3000 m Hindernis
| Platz | Athletin             | Land | Zeit (min)  |
| ----- | -------------------- | ---- | ----------- |
| 1     | Alicja Konieczek     | POL  | 09:41,46 SB |
| 2     | Belén Casetta        | ARG  | 09:43,05 SB |
| 3     | Meswat Asmare        | ETH  | 09:45,48 PB |
| 4     | Chiara Scherrer      | SUI  | 09:47,38 SB |
| 5     | Brianna Ilarda       | AUS  | 09:53,23    |
| 6     | Catherine Beauchemin | CAN  | 10:02,92 SB |
| 7     | Paige Campbell       | AUS  | 10:03,63    |
| 8     | Tuğba Güvenç         | TUR  | 10:08,19    |

11. Juli

### 4 × 100 m Staffel
| Platz | Land       | Athletinnen                                                                                | Zeit (s) |
| ----- | ---------- | ------------------------------------------------------------------------------------------ | -------- |
| 1     | Schweiz    | Salomé Kora (Finale) Sarah Atcho Ajla Del Ponte Samantha Dagry Riccarda Dietsche (Vorlauf) | 43,72    |
| 2     | Australien | Abbie Taddeo Nana Owusu-Afriyie Riley Day Celeste Mucci                                    | 43,97    |
| 3     | Neuseeland | Olivia Eaton Zoe Hobbs (Finale) Georgia Hulls Natasha Eady Brooke Somerfield (Vorlauf)     | 44,24 NR |
| 4     | Mexiko     | María Mercedes Talamante Rosa Cook Dania Aguillón Iza Daniela Flores                       | 44,82    |
| 5     | Japan      | Kanako Yuasa Mai Fukuda Mae Hirosawa Tomomi Yanagiya (Finale) Ayaka Kōra (Vorlauf)         | 44,91    |
| 6     | Thailand   | Sureewan Runan On-uma Chattha Supawan Thipat Supanich Poolkerd                             | 45,23    |
| 7     | Tschechien | Lucie Koudelová Helena Jiranová Martina Hofmanová Anna Křížková                            | 45,83    |
|       | Polen      | Ewa Ochocka Kamila Ciba Agata Forkasiewicz Ada Kołodziej                                   | DSQ      |

Finale: 13. Juli

### 4 × 400 m Staffel
| Platz | Land               | Athletinnen                                                                                                   | Zeit (min) |
| ----- | ------------------ | --- | ---------- |
| 1     | Ukraine            | Marija Mykolenko Anastassija Holjenjewa Kateryna Klymjuk Tetjana Melnyk                                       | 3:30,82    |
| 2     | Mexiko             | Frida Corona Dania Aguillón Rosa Cook Paola Morán                                                             | 3:32,63    |
| 3     | Australien         | Genevieve Cowie Morgan Mitchell Jessie Stafford Gabriella O’Grady                                             | 3:34,01    |
| 4     | Polen              | Mariola Karaś Alicja Wrona Anna Pałys Anna Dobek                                                              | 3:34,04    |
| 5     | Kanada             | Zoe Sherar Jenna Westaway Lucia Stafford (Finale) Maïté Bouchard Madeline Price (Vorlauf)                     | 3:34,62    |
| 6     | Deutschland        | Djamila Böhm Jessica-Bianca Wessolly Katharina Trost Christine Salterberg (Finale) Christina Hering (Vorlauf) | 3:34,66    |
| 7     | Südafrika          | Rogail Joseph Taylon Bieldt Tamzin Thomas (Finale) Zenéy van der Walt Niene Müller (Vorlauf)                  | 3:35,97    |
|       | Vereinigte Staaten | MacKenzie Kerr Tanner Ealum Rachel Pocratsky Brittany Aveni                                                   | DNS        |

Finale: 13. Juli

### Hochsprung
| Platz | Athletin               | Land | Höhe (m) |
| ----- | ---------------------- | ---- | -------- |
| 1     | Julija Tschumatschenko | UKR  | 1,94 =PB |
| 2     | Iryna Heraschtschenko  | UKR  | 1,91     |
| 3     | Imke Onnen             | GER  | 1,91     |
| 4     | Alysha Burnett         | AUS  | 1,88     |
| 5     | Keeley O’Hagan         | NZL  | 1,84 SB  |
| 6     | Nadeschda Dubowizkaja  | KAZ  | 1,80     |
| 6     | Evelina Erlandsson     | SWE  | 1,80     |
| 6     | Kadriye Aydın          | TUR  | 1,80     |

Finale: 13. Juli

### Stabhochsprung
| Platz | Athletin           | Land | Höhe (m) |
| ----- | ------------------ | ---- | -------- |
| 1     | Roberta Bruni      | ITA  | 4,46 PB  |
| 2     | Rachel Baxter      | USA  | 4,41     |
| 3     | Bridget Guy        | USA  | 4,31     |
| 4     | Olivia McTaggart   | NZL  | 4,31     |
| 5     | Juliana Campos     | BRA  | 4,31     |
| 6     | Buse Arıkazan      | TUR  | 4,31     |
| 7     | Sonia Malavisi     | ITA  | 4,31     |
| 8     | Mallaury Sautereau | FRA  | 4,31 SB  |

Finale: 11. Juli

### Weitsprung
| Platz | Athletin                | Land | Weite (m) |
| ----- | ----------------------- | ---- | --------- |
| 1     | Maryna Bech-Romantschuk | UKR  | 6,84      |
| 2     | Evelise Veiga           | POR  | 6,61 =PB  |
| 3     | Florentina Iușco        | ROU  | 6,55      |
| 4     | Susana Hernández        | MEX  | 6,37      |
| 5     | Tyra Gittens            | TTO  | 6,37      |
| 6     | Yue Ya Xin              | HKG  | 6,31 NR   |
| 7     | Jessie Harper           | AUS  | 6,30      |
| 8     | Elizabeth Hedding       | AUS  | 6,29      |

Finale: 9. Juli

### Dreisprung
| Platz | Athletin              | Land | Weite (m) |
| ----- | --------------------- | ---- | --------- |
| 1     | Olha Korsun           | UKR  | 13,90 PB  |
| 2     | Evelise Veiga         | POR  | 13,81     |
| 3     | Neja Filipič          | SLO  | 13,73     |
| 4     | Li Ying               | CHN  | 13,66     |
| 5     | Francesca Lanciano    | ITA  | 13,46     |
| 6     | Zinzi Chabangu        | RSA  | 13,42 =SB |
| 7     | Marija Owtschinnikowa | KAZ  | 13,37     |
| 8     | Ottavia Cestonaro     | ITA  | 13,32     |

Finale: 12. Juli
Die ursprünglich fünftplatzierte Ukrainerin Anna Krassuzka wurde 2021 nachträglich wegen eines Dopingverstoßes disqualifiziert.

### Kugelstoßen
| Platz | Athletin            | Land | Weite (m) |
| ----- | ------------------- | ---- | --------- |
| 1     | Sarah Mitton        | CAN  | 18,31 SB  |
| 2     | Portious Warren     | TTO  | 17,82     |
| 3     | Klaudia Kardasz     | POL  | 17,65     |
| 4     | Alena Passetschnik  | BLR  | 17,52 SB  |
| 5     | Dimitriana Surdu    | MDA  | 17,25     |
| 6     | Maddison-Lee Wesche | NZL  | 17,22     |
| 7     | Brittany Crew       | CAN  | 17,07     |
| 8     | Song Jiayuan        | CHN  | 16,92     |

Finale: 11. Juli

### Diskuswurf
| Platz | Athletin          | Land | Weite (m) |
| ----- | ----------------- | ---- | --------- |
| 1     | Daisy Osakue      | ITA  | 61,69 PB  |
| 2     | Claudine Vita     | GER  | 61,52     |
| 3     | Ieva Zarankaitė   | LTU  | 56,75 SB  |
| 4     | Gabrielle Rains   | CAN  | 55,74     |
| 5     | Subenrat Insaeng  | THA  | 55,59     |
| 6     | Lidia Augustyniak | POL  | 54,94     |
| 7     | Ailén Armada      | ARG  | 54,61     |
| 8     | Veronika Domjan   | SLO  | 53,96     |

Finale: 9. Juli

### Hammerwurf
| Platz | Athletin           | Land | Weite (m) |
| ----- | ------------------ | ---- | --------- |
| 1     | Iryna Klymez       | UKR  | 71,25     |
| 2     | Malwina Kopron     | POL  | 70,89     |
| 3     | Katarzyna Furmanek | POL  | 69,68     |
| 4     | Réka Gyurátz       | HUN  | 69,51     |
| 5     | Anamari Kožul      | CRO  | 68,28     |
| 6     | Inga Linna         | FIN  | 63,80     |
| 7     | Lauren Bruce       | NZL  | 62,50     |
| 8     | Pavla Kuklová      | CZE  | 61,34     |

Finale: 12. Juli

### Speerwurf
| Platz | Athletin          | Land | Weite (m) |
| ----- | ----------------- | ---- | --------- |
| 1     | Liveta Jasiūnaitė | LTU  | 60,36     |
| 2     | Haruka Kitaguchi  | JPN  | 60,15     |
| 3     | Eda Tuğsuz        | TUR  | 59,75     |
| 4     | Réka Szilágyi     | HUN  | 59,02     |
| 5     | Su Lingdan        | CHN  | 56,89     |
| 6     | Jo-Ane van Dyk    | RSA  | 56,85     |
| 7     | Victoria Hudson   | AUT  | 56,80     |
| 8     | Mackenzie Little  | AUS  | 55,37     |

Finale: 10. Juli

### Siebenkampf
| Platz | Athletin         | Land | Punkte  |
| ----- | ---------------- | ---- | ------- |
| 1     | Miia Sillman     | FIN  | 6209 PB |
| 2     | Marthe Koala     | BUR  | 6121    |
| 3     | Caroline Agnou   | SUI  | 5844    |
| 4     | Hertta Heikkinen | FIN  | 5749 SB |
| 5     | Tori West        | AUS  | 5614 SB |
| 6     | Paulina Ligarska | POL  | 5589    |
| 7     | Lilian Borja     | MEX  | 5448    |
| 8     | Jestena Mattson  | USA  | 5400    |

11./12. Juli

## Ergebnisse Männer

### 100 m
| Platz | Athlet                  | Land | Zeit (s) |
| ----- | ----------------------- | ---- | -------- |
| 1     | Paulo André de Oliveira | BRA  | 10,09    |
| 2     | Chederick van Wyk       | RSA  | 10,23    |
| 3     | Rodrigo do Nascimento   | BRA  | 10,32    |
| 4     | Ján Volko               | SVK  | 10,36    |
| 5     | Duan Asemota            | CAN  | 10,39    |
| 6     | Dominik Záleský         | CZE  | 10,42    |
| 7     | Daisuke Miyamoto        | JPN  | 10,43    |
|       | Carlos Nascimento       | POR  | DNS      |

Finale: 9. Juli
Wind: −0,1 m/s

### 200 m
| Platz | Athlet                  | Land | Zeit (s) |
| ----- | ----------------------- | ---- | -------- |
| 1     | Paulo André de Oliveira | BRA  | 20,28 PB |
| 2     | Chederick van Wyk       | RSA  | 20,44 PB |
| 3     | Marcus Lawler           | IRL  | 20,55 SB |
| 4     | Jun Yamashita           | JPN  | 20,58 SB |
| 5     | Ján Volko               | SVK  | 20,66 SB |
| 6     | Jordan Broome           | GBR  | 20,75 SB |
| 7     | Ko Seung-hwan           | KOR  | 21,09    |
| 8     | Zdeněk Stromšík         | CZE  | 21,32    |

Finale: 11. Juli
Wind: +0,5 m/s

### 400 m
| Platz | Athlet               | Land | Zeit (s) |
| ----- | -------------------- | ---- | -------- |
| 1     | Valente Mendoza      | MEX  | 45,63 PB |
| 2     | Michail Litwin       | KAZ  | 45,77    |
| 3     | Gardeo Isaacs        | RSA  | 45,89    |
| 4     | Danylo Danylenko     | UKR  | 46,23    |
| 5     | Wiktor Suwara        | POL  | 46,36    |
| 6     | Mitsuki Kawauchi     | JPN  | 46,62    |
| 7     | Cheikh Tidiane Diouf | SEN  | 46,64    |
| 8     | Naoki Kitadani       | JPN  | 46,69    |

Finale: 10. Juli

### 800 m
| Platz | Athlet            | Land | Zeit (min) |
| ----- | ----------------- | ---- | ---------- |
| 1     | Mohamed Belbachir | ALG  | 1:47,02    |
| 2     | Mouad Zahafi      | MAR  | 1:47,64    |
| 3     | Lukáš Hodboď      | CZE  | 1:47,97    |
| 4     | Filip Šnejdr      | CZE  | 1:48,08    |
| 5     | Enrico Riccobon   | ITA  | 1:48,58 SB |
| 6     | James Preston     | NZL  | 1:50,11    |
|       | Li Junlin         | CHN  | DSQ        |
|       | Aymeric Lusine    | FRA  | DSQ        |

Finale: 13. Juli

### 1500 m
| Platz | Athlet             | Land | Zeit (min) |
| ----- | ------------------ | ---- | ---------- |
| 1     | Michał Rozmys      | POL  | 3:53,67    |
| 2     | Jan Friš           | CZE  | 3:53,95    |
| 3     | Joonas Rinne       | FIN  | 3:54,02    |
| 4     | Stijn Baeten       | BEL  | 3:54,26    |
| 5     | Michael Wilson     | GBR  | 3:54,50    |
| 6     | Abderazek Khelili  | ALG  | 3:55,15    |
| 7     | Hocine el-Zourkane | ALG  | 3:55,51    |
| 8     | Mikkel Dahl-Jessen | DEN  | 3:55,61    |

Finale: 10. Juli

### 5000 m
| Platz | Athlet         | Land | Zeit (min)  |
| ----- | -------------- | ---- | ----------- |
| 1     | Jonas Raess    | SUI  | 14:03,10    |
| 2     | Yann Schrub    | FRA  | 14:03,24    |
| 3     | Robin Hendrix  | BEL  | 14:04,06    |
| 4     | Kieran Lumb    | CAN  | 14:06,08    |
| 5     | Ryōji Tatezawa | JPN  | 14:16,63 SB |
| 6     | Mike Tate      | CAN  | 14:19,65    |
| 7     | Jakub Zemaník  | CZE  | 14:20,41    |
| 8     | Ådne Andersen  | NOR  | 14:21,35 PB |

Finale: 13. Juli
Der Algerier Hocine el-Zourkane schien sich in 14:03,64 min zunächst Bronze erspurtet zu haben, wurde aber wegen eines Verstoßes gegen IWR 163.3b (Bahnübertreten) disqualifiziert.

### 10.000 m
| Platz | Athletin               | Land | Zeit (min)  |
| ----- | ---------------------- | ---- | ----------- |
| 1     | Mokofane Milton Kekana | RSA  | 29:29,43    |
| 2     | Hiroki Abe             | JPN  | 29:30,01    |
| 3     | Adrian Wildschutt      | RSA  | 29:36,39    |
| 4     | Iliass Aouani          | ITA  | 29:41,97    |
| 5     | Farah Abdulkarim       | CAN  | 29:43,51    |
| 6     | Ashenafi Tadesse Bifa  | ETH  | 29:47,83 PB |
| 7     | Wang Hao               | CHN  | 30:08,59    |
| 8     | Kazuya Nishiyama       | JPN  | 30:10,65    |

9. Juli

### Halbmarathon
| Platz | Athlet                | Land | Zeit (h)   |
| ----- | --------------------- | ---- | ---------- |
| 1     | Akira Aizawa          | JPN  | 1:05:15    |
| 2     | Taisei Nakamura       | JPN  | 1:05:27    |
| 3     | Tatsuhiko Ito         | JPN  | 1:05:48    |
| 4     | Edward Goddard        | AUS  | 1:06:20 SB |
| 5     | Iliass Aouani         | ITA  | 1:06:52 PB |
| 6     | Shohrux Davlyatov     | UZB  | 1:07:06    |
| 7     | Saffet Elkatmış       | TUR  | 1:07:07 SB |
| 8     | Alessandro Giacobazzi | ITA  | 1:07:56    |

13. Juli
Die Chinesen Duo Bujie und Peng Jianhua kamen in 1:05:45 h und 1:05:50 h auf den Plätzen 3 und 5 ein, wurden aber später disqualifiziert, weil sie entgegen IWR 240.8 (h) Verpflegung außerhalb der dafür vorgesehenen Stationen erhalten hatten.

### Halbmarathon Teamwertung
| Platz | Land      | Athleten                                                                                             | Zeit (h) |
| ----- | --------- | --- | -------- |
| 1     | Japan     | Akira Aizawa – 1:05:15 (1.) Taisei Nakamura – 1:05:27 (2.) Tatsuhiko Ito – 1:05:48 (3.)              | 3:16:30  |
| 2     | Türkei    | Saffet Elkatmış – 1:07:07 (7.) Ferhat Bozkurt – 1:08:37 (9.) Ersin Tekal – 1:09:03 (11.)             | 3:24:47  |
| 3     | Dänemark  | Jacob Simonsen – 1:09:17 (13.) Frederik Ernst – 1:10:05 (17.) Martin Egebjerg Olesen – 1:11:07 (23.) | 3:30:29  |
| 4     | Südkorea  | Lee Dong-jin – 1:08:54 (10.) Park Min-ho – 1:09:14 (12.) Park Jung-woo – 1:13:24 (26.)               | 3:31:32  |
| 5     | Südafrika | Mokofane Kekana – 1:09:23 (14.) Anthony Timoteus – 1:11:06 (22.) Thamsanqa Khonco – 1:12:57 (24.)    | 3:33:26  |

Die chinesische Mannschaft kam auf Grund der zwei Disqualifikationen nicht in die Endwertung, komplettiert durch den in 1:09:51 h auf Rang 16 eingelaufenen Wang Hao belegte man zunächst Rang 2.

### 20 km Gehen
| Platz | Athlet              | Land | Zeit (h)   |
| ----- | ------------------- | ---- | ---------- |
| 1     | Kōki Ikeda          | JPN  | 1:22:49    |
| 2     | Masatora Kawano     | JPN  | 1:23:20    |
| 3     | Yūta Koga           | JPN  | 1:23:35    |
| 4     | Şahin Şenoduncu     | TUR  | 1:23:40 PB |
| 5     | Francesco Fortunato | ITA  | 1:23:53    |
| 6     | Zhang Jun           | CHN  | 1:24:00    |
| 7     | Karl Junghannß      | GER  | 1:24:54    |
| 8     | Gregorio Angelini   | ITA  | 1:25:49 PB |

12. Juli

### 20 km Gehen Teamwertung
| Platz | Land     | Athleten                                                                                | Zeit (h) |
| ----- | -------- | --------------------------------------------------------------------------------------- | -------- |
| 1     | Japan    | Kōki Ikeda – 1:22:49 (1.) Masatora Kawano – 1:23:20 (2.) Yūta Koga – 1:23:35 (3.)       | 4:09:44  |
| 2     | Südkorea | Joo Hyun-myung – 1:29:51 (11.) Kim Ming-yu – 1:37:02 (15.) Kim Nak-hyun – 1:39:28 (16.) | 4:46:21  |

### 110 m Hürden
| Platz | Athlet                  | Land | Zeit (s) |
| ----- | ----------------------- | ---- | -------- |
| 1     | Gabriel Constantino     | BRA  | 13,22    |
| 2     | Wilhem Belocian         | FRA  | 13,30    |
| 3     | Shunsuke Izumiya        | JPN  | 13,49    |
| 4     | Lorenzo Perini          | ITA  | 13,50    |
| 5     | Ludovic Payen           | FRA  | 13,57 SB |
| 6     | Yang Wei-ting           | TPE  | 13,69    |
| 7     | Paulo Henrique da Silva | BRA  | 13,76    |
| 8     | Valdó Szűcs             | HUN  | 13,77    |

Finale: 12. Juli
Wind: +0,1 m/s

### 400 m Hürden
| Platz | Athlet              | Land | Zeit (s) |
| ----- | ------------------- | ---- | -------- |
| 1     | Alison dos Santos   | BRA  | 48,57 PB |
| 2     | Sokwakhana Zazini   | RSA  | 48,73 PB |
| 3     | Patryk Dobek        | POL  | 48,99 SB |
| 4     | Masaki Toyoda       | JPN  | 49,27    |
| 5     | Fernando Arodi Vega | MEX  | 49,32 NR |
| 6     | Dany Brand          | SUI  | 49,83 SB |
| 7     | Joshua Abuaku       | GER  | 50,44    |
| 8     | Vít Müller          | CZE  | 50,86    |

Finale: 11. Juli

### 3000 m Hindernis
| Platz | Athlet               | Land | Zeit (min) |
| ----- | -------------------- | ---- | ---------- |
| 1     | Rantso Mokopane      | RSA  | 8:30,37 PB |
| 2     | Ashley Smith         | RSA  | 8:33,60 PB |
| 3     | Jean-Simon Desgagnés | CAN  | 8:36,20    |
| 4     | Ryan Smeeton         | CAN  | 8:40,00    |
| 5     | Ryōhei Sakaguchi     | JPN  | 8:41,64    |
| 6     | Mark Pearce          | GBR  | 8:42,63 PB |
| 7     | Turgay Bayram        | TUR  | 8:42,85    |
| –     | Mounaime Sassioui    | MAR  | DQ         |

Finale: 12. Juli

### 4 × 100 m Staffel
| Platz | Land                | Athleten | Zeit (s) |
| ----- | ------------------- | --- | -------- |
| 1     | Japan               | Daisuke Miyamoto Yoshihiro Someya Jun Yamashita Buruno Dede                                                         | 38,92    |
| 2     | Volksrepublik China | Jiang Jiehua Jiang Hengnan Wang Yu Xuan Dajun                                                                       | 39,01    |
| 3     | Südkorea            | Lee Kyu-hyong Ko Seung-hwan Mo Il-hwan Park Sie-young                                                               | 39,31    |
| 4     | Chinesisch Taipeh   | Wei Yi-ching Wang Wei-hsu Wei Tai-sheng Cheng Po-yu                                                                 | 39,78    |
| 5     | Kasachstan          | Witali Sems Damil Sütschanow Sergei Russak Alexander Kasper                                                         | 40,00    |
| 6     | Tschechien          | Vojtěch Svoboda Zdeněk Stromšík Vojtěch Kolařčík Dominik Záleský                                                    | 40,54    |
| 7     | Brasilien           | Gabriel Constantino (Finale) Jonatan Rodrigues Rodrigo do Nascimento Paulo André de Oliveira Erik Cardoso (Vorlauf) | 83,05    |
|       | Ghana               | Wallace Aflamah Benjamin Azamati Sarfo Ansah Barnabas Aggerh                                                        | DSQ      |

Finale: 13. Juli

### 4 × 400 m Staffel
| Platz | Land       | Athleten | Zeit (min) |
| ----- | ---------- | --- | ---------- |
| 1     | Mexiko     | Fernando Arodi Vega José Ricardo Jiménez Edgar Ramírez Ríos Valente Mendoza                                       | 3:02,89    |
| 2     | Südafrika  | Gardeo Isaacs Zakithi Nene Kefilwe Mogawane Sokwakhana Zazini (Finale) Jon Seeliger (Vorlauf)                     | 3:03,23    |
| 3     | Polen      | Wiktor Suwara Dariusz Kowaluk Kajetan Duszyński Patryk Dobek (Finale) Patryk Adamczyk (Vorlauf)                   | 3:03,35    |
| 4     | Japan      | Mitsuki Kawauchi Jun Yamashita Naoki Kitadani Masaki Toyoda (Finale) Yoshihiro Someya (Vorlauf)                   | 3:04,34    |
| 5     | Tschechien | Martin Tuček Lukáš Hodboď (Finale) Filip Šnejdr (Finale) Vít Müller Michal Tlustý (Vorlauf) Jan Friš (Vorlauf)    | 3:06,78    |
| 6     | Thailand   | Apisit Chamsri Nattapong Kongkraphan Thipthanet Sripha Jirayu Pleenaram (Finale) Phitchaya Sunthonthuam (Vorlauf) | 3:07,00    |
| 7     | Botswana   | Thabiso Sekgopi Cliffton Meshack Lesedi Omondi Xholani Talane                                                     | 3:07,03    |
| 8     | Kasachstan | Wjatscheslaw Sems Andrei Sokolow Dawid Jefremow Michail Litwin                                                    | 3:07,66 NR |

Finale: 13. Juli

### Hochsprung
| Platz | Athlet             | Land | Höhe (m) |
| ----- | ------------------ | ---- | -------- |
| 1     | Tichomir Iwanow    | BUL  | 2,30 SB  |
| 2     | Alperen Acet       | TUR  | 2,24     |
| 3     | Adrijus Glebauskas | LTU  | 2,24     |
| 4     | Breyton Poole      | RSA  | 2,21     |
| 5     | Mpho Links         | RSA  | 2,21     |
| 6     | William Grimsey    | GBR  | 2,18     |
| 6     | Wadym Krawtschuk   | UKR  | 2,18     |
| 8     | Andrej Skabejka    | BLR  | 2,18     |

Finale: 10. Juli

### Stabhochsprung
| Platz | Athlet              | Land | Höhe (m) |
| ----- | ------------------- | ---- | -------- |
| 1     | Ernest Obiena       | PHI  | 5,76 NR  |
| 2     | Torben Blech        | GER  | 5,76 PB  |
| 3     | Ben Broeders        | BEL  | 5,51     |
| 4     | Carson Waters       | USA  | 5,41     |
| 5     | Kosei Takekawa      | JPN  | 5,31     |
| 6     | Patsapong Amsam-Ang | THA  | 5,31     |
| 7     | Mathieu Collet      | FRA  | 5,21     |
| 7     | Masaki Ejima        | JPN  | 5,21     |

Finale: 12. Juli

### Weitsprung
| Platz | Athlet             | Land | Weite (m) |
| ----- | ------------------ | ---- | --------- |
| 1     | Yūki Hashioka      | JPN  | 8,01      |
| 2     | Yann Randrianasolo | FRA  | 7,95      |
| 3     | Darcy Roper        | AUS  | 7,90      |
| 4     | Cheswill Johnson   | RSA  | 7,89      |
| 5     | Chris Mitrevski    | AUS  | 7,84 SB   |
| 6     | Zhang Jingqiang    | CHN  | 7,84 SB   |
| 7     | Ingar Kiplesund    | NOR  | 7,80      |
| 8     | Lin Yu-tang        | TPE  | 7,75      |

Finale: 13. Juli

### Dreisprung
| Platz | Athlet             | Land | Weite (m) |
| ----- | ------------------ | ---- | --------- |
| 1     | Nazim Babayev      | AZE  | 16,89     |
| 2     | Mateus de Sá       | BRA  | 16,57     |
| 3     | Alexsandro Melo    | BRA  | 16,57     |
| 4     | Can Özüpek         | TUR  | 16,56     |
| 5     | Liu Mingxuan       | CHN  | 16,32     |
| 6     | Samuele Cerro      | ITA  | 16,25     |
| 7     | Tuomas Kaukolahti  | FIN  | 16,00     |
| 8     | Praveen Chithravel | IND  | 15,96     |

Finale: 10. Juli

### Kugelstoßen
| Platz | Athlet                | Land | Weite (m) |
| ----- | --------------------- | ---- | --------- |
| 1     | Konrad Bukowiecki     | POL  | 21,54 UR  |
| 2     | Andrew Liskowitz      | USA  | 20,49     |
| 3     | Uziel Muñoz           | MEX  | 20,45     |
| 4     | Willian Dourado       | BRA  | 19,99 SB  |
| 5     | Sebastiano Bianchetti | ITA  | 19,81     |
| 6     | Jason van Rooyen      | RSA  | 19,53     |
| 7     | Christian Zimmermann  | GER  | 19,32     |
| 8     | Mohamed Magdi Hamza   | EGY  | 19,26     |

Finale: 8. Juli

### Diskuswurf
| Platz | Athlet                   | Land | Weite (m) |
| ----- | ------------------------ | ---- | --------- |
| 1     | Matthew Denny            | AUS  | 65,27     |
| 2     | Alin Alexandru Firfirică | ROU  | 63,74     |
| 3     | Henning Prüfer           | GER  | 63,52 PB  |
| 4     | Gregory Thompson         | GBR  | 62,46     |
| 5     | Róbert Szikszai          | HUN  | 61,51     |
| 6     | Bartłomiej Stój          | POL  | 61,09     |
| 7     | Nicholas Percy           | GBR  | 60,92     |
| 8     | Wiktar Trus              | BLR  | 59,95     |

Finale: 13. Juli

### Hammerwurf
| Platz | Athlet               | Land | Weite (m) |
| ----- | -------------------- | ---- | --------- |
| 1     | Özkan Baltacı        | TUR  | 75,98     |
| 2     | Serhij Reheda        | UKR  | 74,27     |
| 3     | Taylor Campbell      | GBR  | 73,86 PB  |
| 4     | Hleb Dudarau         | BLR  | 72,35     |
| 5     | Joaquín Gómez        | ARG  | 72,26     |
| 6     | Juryj Wassiltschanka | BLR  | 71,59     |
| 7     | Henri Liipola        | FIN  | 70,32     |
| 8     | Allan Cumming        | RSA  | 66,49     |

Finale: 9. Juli

### Speerwurf
| Platz | Athlet              | Land | Weite (m) |
| ----- | ------------------- | ---- | --------- |
| 1     | Andrian Mardare     | MDA  | 82,40     |
| 2     | Edis Matusevičius   | LTU  | 80,07     |
| 3     | Ma Qun              | CHN  | 79,62     |
| 4     | Teo Takala          | FIN  | 77,79     |
| 5     | Norbert Rivasz-Tóth | HUN  | 77,71     |
| 6     | Johan Grobler       | RSA  | 75,69     |
| 7     | Gen Naganuma        | JPN  | 75,37     |
| 8     | Liam O’Brien        | AUS  | 75,04     |

Finale: 11. Juli

### Zehnkampf
| Platz | Athlet            | Land | Punkte  |
| ----- | ----------------- | ---- | ------- |
| 1     | Aaron Booth       | NZL  | 7827 PB |
| 2     | Alec Diamond      | AUS  | 7593 PB |
| 3     | Suttisak Singkhon | THA  | 7511 SB |
| 4     | Max Attwell       | NZL  | 7420 PB |
| 5     | Gong Kewei        | CHN  | 7311 SB |
| 6     | Sergio Pandiani   | ARG  | 7204    |
| 7     | Domantas Dobrega  | LTU  | 6816 PB |
| 8     | Mihkel Holzmann   | EST  | 6530 PB |

9./10. Juli